# Al-Swaia
Al-Swaia (tiếng Ả Rập: الصواية) là một ngôi làng Syria nằm ở phó huyện Al-Saan ở huyện Salamiyah, Hama. Theo Cục Thống kê Trung ương Syria (CBS), Al-Swaia có dân số 68 trong cuộc điều tra dân số năm 2004.